# 諏訪交響楽団
諏訪交響楽団（すわこうきょうがくだん）は、長野県の諏訪地方を拠点とするアマチュア・オーケストラである。1925年（大正14年）の諏訪ストリングソサエティを発端として歴史が長く、1999年（平成11年）6月、ウィーン・コンツェルトハウス・モーツァルトザールにて海外公演を行うなど、アマチュア楽団の中でも特に活発な活動が見られ、規模もある。公益社団法人諏訪交響楽団が運営する。

## 歴史
- 1924年（大正13年） - 上諏訪町・今井久雄[2]がバイオリン講習所開所
- 1924年（大正13年） - 下諏訪町・三輪良三中心の弦楽合奏の集まりが加わり前身となる「諏訪ストリングソサエティ」誕生
- 1925年（大正14年）7月24日 - 諏訪ストリングソサエティ創設記念会
- 1926年（大正15年） - 「諏訪ストリングソサエティ」から「諏訪フィルハーモニックソサエティ」そして「諏訪音楽協会」と改称
- 1926年（大正15年） - 会員の関貞英が関楼に音楽会用ホール建設（後、諏訪市駅前市民会館[3]、通称関ホール）
- 1926年（大正15年）4月17日 - 第1回公開演奏会（関楼ホール）
- 1927年（昭和2年） - 第10同定期公演で客演措揮井出茂太により未完成全曲演奏
- 1929年（昭和4年） - 「諏訪音楽協会」と改称
- 1931年（昭和6年） - 混声合唱が編成され「混声合唱と管弦楽の会」開催
- 1932年（昭和7年） - 「東北地方飢饉救援募金演奏会」出演
- 1936年（昭和11年） - 南諏5ケ村連合青年会音楽会出演
- 1942年（昭和17年） - 入一、片倉、丸六、製糸慰問演奏会
- 1947年（昭和22年） - 日本交轡楽団（NHK交響楽団）演奏会主催交流会
- 1951年（昭和26年） - 社団法人諏訪交響楽団となる（このとき団員47名）
- 1954年（昭和29年） - 「長野県交響楽団連盟第1回演奏会」にて上指揮柳田呈也による、ベートーヴェン交響曲第1番ほかを演奏
- 1960年（昭和35年） - 諏訪市とオーストリアベルグル市 友好都市締結式典出演
- 1965年（昭和40年） - NHKテレビ新日本紀行に出演。創立40周年記念第62回定期公演において芥川也寸志指揮シューベルト未完成の演奏。
- 1966年（昭和41年） - 宮内庁指揮者沖不可止を新たに指揮者として迎える
- 1978年（昭和53年） - 両角俊一会長文化庁より表彰される
- 1981年（昭和56年） - 文化貢献団体として長野県知事表彰を受ける。南信日日新聞社創立80周年記念に表彰を受ける。
- 1985年（昭和60年） - 諏訪子供劇場コンサート出演。諏訪姉妹都市の秦野市“丹沢音楽祭”に出演。高遠町県民コンサート出演。創立60周年記念第100回定期演奏会
- 1986年（昭和61年） - 伊那フィル第1回定期応援（伊那フィルとの連携始まる）。第1回国民文化祭オーケストラ部門へ代表奏者派遣。
- 1988年（昭和63年） - 渡邊暁雄指揮による岡谷市主催の演奏会に出演
- 1989年（平成元年） - 渡邊暁雄指揮、渡邊康雄指揮・ピアノで下諏訪文化センター開館記念演奏会に出演。小澤征爾指揮、ロストロポーヴィチのチェロでドポルザークチェロ協奏曲の特別演奏会実施（9月1日）。
- 1990年（平成2年） - 今井光也諏訪響会長に就任
- 1996年（平成8年） - 3月、NHKより「第1回関東甲信越地域放送文化賞」を受賞。5月、「第18回サントリー地域文化賞」を受賞[4]
- 2022年5月14日より茅野市民館会場の「第2回 蓼科高原音楽祭～蓼科にクラシック音楽の花束を～」にピアニスト金子三勇士、ヴァイオリニストの瀬﨑明日香、佐々木祐子らと出演[5]。
- 2025年5月（令和7年）- 創立100周年記念演奏会 第175回定期演奏会を開催。G.マーラー：交響曲第２番「復活」を演奏。

## 参考
- 諏訪交響楽団のホームページ